# دیزنی‌لند هنگ کنگ
دیزنی‌لند هنگ کنگ یک شهربازی در جزیرهٔ لانتائو هنگ کنگ است که مالکیت آن متعلق به شهربازی‌های بین‌المللی هنک کنگ است. این پارک بزرگ‌ترین شهربازی هنگ کنگ است دیزنی لند هنگ کنگ دوشنبه ۱۲ سپتامبر ۲۰۰۵ بازگشایی شد.
این پارک روزانه ظرفیت ۳۴٬۰۰۰ بازدید کننده را دارد از هنگام بازگشایی این پارک میزبان بیش از ۲۵ میلیون بازدیدکننده بوده است.
دیزنی لند هنگ کنگ در حال حاضر ۲۷٫۵ هکتار وسعت دارد.